# Berrón Club de Fútbol
El Berrón Club de Fútbol  es un club de fútbol de España, de la localidad de El Berrón en el municipio de Siero (Asturias). Fue fundado en el año 1969. En la actualidad el club milita en la Segunda Asturfútbol de Asturias. A lo largo de su historia el club ha jugado en todas las divisiones regionales, así como en la Tercera División de España.

## Uniforme
- Uniforme titular: camiseta amarilla con franja oblicua azul y detalles del mismo color; pantalón y medias amarillas.
- Uniforme alternativo: camiseta roja, pantalón rojo, medias rojas.

## Estadio
El Berrón C. F. juega sus partidos como local en el Campo Municipal Sergio Sánchez, en homenaje a un joven jugador que falleció repentinamente durante un entrenamiento. Cuenta con una capacidad para aproximadamente 3000 espectadores y es de césped natural. Junto al primer campo se encuentra situado el "Sergio Sánchez 2" de hierba sintética, en el que disputan sus encuentros el filial, las categorías inferiores del club y el primer equipo en diversas ocasiones. Con un césped sintético de última generación, el campo fue inaugurado el 16 de abril de 2016.
En 1974,el Dictador Español Francisco Franco visitó el campo del Berron,al paso de su vista por Asturias

## Filial y cantera
El Berrón Club de Fútbol "B" fue el equipo filial del Berrón C. F., desde 2011 a 2019 en que comenzó a competir en su primera etapa, sin pasar de la última categoría autonómica. Para la temporada 2019-20 firmó un convenio de filialidad con el Rayo Carbayín Club de Fútbol de la Segunda Regional. En la campaña 2021-22, el Berrón C. F. "B" vuelve a inscribirse en el último nivel del sistema de ligas por segunda ocasión, categoría que disputó hasta la 2022-23. De las diez temporadas disputadas, su mejor clasificación fue un séptimo puesto en su primera campaña, la 2011-12.
Además el club cuenta con representación en todas las categorías de fútbol base, desde juveniles hasta prebenjamines. Acumulando un total de 17 equipos de cantera.

## Trayectoria en competiciones nacionales
- Temporadas en Primera División: 0
- Temporadas en Segunda División: 0
- Temporadas en Primera Federación: 0
- Temporadas en Segunda Federación: 0
- Temporadas en Tercera: 3
- Participaciones en Copa del Rey: 0

## Trayectoria
| Temporada | Nivel | Categoría           | Posición | Copa del Rey |
| --------- | ----- | ------------------- | -------- | ------------ |
| 1970-71   | 5     | 2.ª Regional        | 8.º      |              |
| 1971-72   | 5     | 2.ª Regional        | 8.º      |              |
| 1972-73   | 5     | 2.ª Regional        | 11.º     |              |
| 1973-74   | 6     | 2.ª Regional        | 6.º      |              |
| 1974-75   | 6     | 2.ª Regional        | 10.º     |              |
| 1975-76   | 6     | 2.ª Regional        | 5.º      |              |
| 1976-77   | 6     | 2.ª Regional        | 6.º      |              |
| 1977-78   | 7     | 2.ª Regional        | 9.º      |              |
| 1978-79   | 7     | 2.ª Regional        | 3.º      |              |
| 1979-80   | 7     | 2.ª Regional        | 3.º      |              |
| 1980-81   | 7     | 2.ª Regional        | 2.º      |              |
| 1981-82   | 6     | 1.ª Regional        | 6.º      |              |
| 1982-83   | 6     | 1.ª Regional        | 7.º      |              |
| 1983-84   | 6     | 1.ª Regional        | 12.º     |              |
| 1984-85   | 7     | 2.ª Regional        | 1.º      |              |
| 1985-86   | 6     | 1.ª Regional        | 15.º     |              |
| 1986-87   | 6     | 1.ª Regional        | 14.º     |              |
| 1987-88   | 6     | 1.ª Regional        | 9.º      |              |
| 1988-89   | 6     | 1.ª Regional        | 2.º      |              |
| 1989-90   | 5     | Regional Preferente | 13.º     |              |
| 1990-91   | 5     | Regional Preferente | 5.º      |              |
| 1991-92   | 5     | Regional Preferente | 7.º      |              |
| 1992-93   | 5     | Regional Preferente | 3.º      |              |
| 1993-94   | 4     | 3.ª División        | 18.º     |              |
| 1994-95   | 5     | Regional Preferente | 13.º     |              |
| 1995-96   | 5     | Regional Preferente | 20.º     |              |
| 1996-97   | 6     | 1.ª Regional        | 11.º     |              |
| 1997-98   | 6     | 1.ª Regional        | 4.º      |              |
| 1998-99   | 5     | Regional Preferente | 9.º      |              |
| 1999-2000 | 5     | Regional Preferente | 13.º     |              |

| Temporada | Nivel | Categoría           | Posición         | Copa del Rey |
| --------- | ----- | ------------------- | ---------------- | ------------ |
| 2000-01   | 5     | Regional Preferente | 16.º             |              |
| 2001-02   | 5     | Regional Preferente | 11.º             |              |
| 2002-03   | 5     | Regional Preferente | 11.º             |              |
| 2003-04   | 5     | Regional Preferente | 3.º              |              |
| 2004-05   | 4     | 3.ª División        | 16.º             |              |
| 2005-06   | 4     | 3.ª División        | 19.º             |              |
| 2006-07   | 5     | Regional Preferente | 14.º             |              |
| 2007-08   | 5     | Regional Preferente | 18.º             |              |
| 2008-09   | 6     | 1.ª Regional        | 2.º              |              |
| 2009-10   | 5     | Regional Preferente | 20.º             |              |
| 2010-11   | 6     | 1.ª Regional        | 5.º              |              |
| 2011-12   | 6     | 1.ª Regional        | 6.º              |              |
| 2012-13   | 6     | 1.ª Regional        | 4.º              |              |
| 2013-14   | 6     | 1.ª Regional        | 7.º              |              |
| 2014-15   | 6     | 1.ª Regional        | 2.º              |              |
| 2016-17   | 5     | Regional Preferente | 16.º             |              |
| 2016-17   | 5     | Regional Preferente | 20.º             |              |
| 2017-18   | 6     | 1.ª Regional        | 1.º              |              |
| 2018-19   | 5     | Regional Preferente | 17.º             |              |
| 2019-20   | 5     | Regional Preferente | 12.º             |              |
| 2020-21   | 5     | Regional Preferente | 5.º (Subgrupo 1) |              |
| 2021-22   | 6     | Regional Preferente | 3.º (Subgrupo 2) |              |
| 2022-23   | 6     | Primera RFFPA       | 11.º             |              |
| 2023-24   | 6     | Primera Asturfútbol | 17.º             |              |
| 2024-25   | 7     | Segunda Asturfútbol |                  |              |

## Palmarés

### Torneos autonómicos
- Primera Regional de Asturias (1): 2017-18.
- Subcampeón de Primera Regional de Asturias (3): 1988-89, 2008-09 y 2014-15.
- Segunda Regional de Asturias (1): 1984-85.
- Subcampeón de Segunda Regional de Asturias (1): 1980-81.